# 302 pr. n. št.

## Dogodki
- ustanovitev Panhelenske zveze pod vodstvom Antigona in Demetrija.

## Smrti
- Mitridat II. Kioški, vladar Kiosa (* okoli 386 pr. n. št.)